# François Fulgis Chevallier
Pour les articles homonymes, voir Chevallier.
François Fulgis Chevallier (1796-1840) est un médecin et botaniste français.
Il obtient son titre de docteur en médecine le 26 mai 1821 avec une thèse intitulée Dissertation sur les ciguës indigènes, considérées comme poisons et comme médicaments. Il est également l'auteur de :
- Histoire des graphidées, accompagnée d'un tableau analytique des genres (F. Didot, Paris, 1824).
- Flore générale des environs de Paris, selon la méthode naturelle (trois parties en deux volumes, Ferra, Paris, 1826-1827, réédité en 1836).